# François Barouh
François Barouh (n. 16 ianuarie 1955, Sillery, Champagne-Ardenne, Franța) este un caiacist ce a reprezentat Franța, medaliat olimpic. A participat la două ediții ale Jocurilor Olimpice (1980, 1984) în care a câștigat o medalie de bronz.